# Jock Atkins Waterfall
Der Jock Atkins Waterfall ist ein Wasserfall im Gebiet der Stadt Upper Hutt in der Region Wellington auf der Nordinsel Neuseelands. Er liegt im Lauf eines namenlosen Bachs, der unmittelbar hinter dem Wasserfall in westlicher Fließrichtung in den Akatarawa River mündet. Seine Fallhöhe beträgt rund 15 Meter.
Der Wasserfall befindet sich direkt an der Akatarawa Road, die nördlich des Stadtzentrum das Akatarawa Valley parallel zum Akatarawa River durchzieht, und ist von dieser aus einsehbar.